# 辞令専門職
辞令専門職（じれいせんもんしょく）は、日本の内閣府大臣官房人事課に所属し、毛筆を使用する公文書を揮毫する専門職の国家公務員である。
首相官邸による紹介では「官邸書家」と記されている。報道によっては「辞令専門官」とも書かれ、人事院による紹介では「内閣府大臣官房人事課辞令係」と記されている。

## 概要
「辞令」と名付けられているが、国家公務員への人事異動の発令を担当する専門職というわけではなく、あくまでも毛筆を使用して公文書を揮毫することを担当する専門職である。
採用は大学や専門学校で書道を専攻していた書家が対象であり、実務経験や経歴なども考慮される。また書類審査と面接の他にも実際に揮毫する実技試験がある。正職員として採用されると定年まで辞令専門職として勤務する。
8時に登庁し5時に退庁するなど他の職員と同じスケジュールで勤務するが、内閣改造の時期は忙しくなるという。
2019年時点の現職である茂住修身によると、定員は2名で、欠員が出ない限りは補充はないとされる。茂住の場合は、定年後に再雇用されて勤務を続けていたが、2021年3月、退官した。退官に際して3月30日には「令和」を発表した内閣総理大臣菅義偉と面会した。
揮毫を行う執務室は情報管理の関係上、部外者の立ち入りが禁じられており、茂住は「個室のような環境」と述べている。
内閣府とは別に宮内庁にも天皇・皇后の文章の代筆をする文書専門員（祐筆）がおり、同じく書家が任命されている。

## 過去の著名な人物
- 河東純一（河東峰城）
- 茂住修身（茂住菁邨）